# Enrico Olivieri
Enrico Olivieri (né à Turin, 14 décembre 1939 et mort à Mexico le 29 janvier 2022) est un acteur italien actif jusqu'en 1960, surtout connu pour ses rôles d'enfant acteur entre 1948 et le début des années 1950.

## Biographie
Les débuts au cinéma de Enrico Olivieri remontent à 1948, lorsque Mario Soldati le choisit pour incarner Fabrizio Torre, le fils de l'ancien hiérarque fasciste Riccardo dans Fuite en France (Fuga in Francia). Ce premier rôle de co-starring a été suivi d'une dizaine d'années d'activité. Il présent dans les drames réalisés par Amedeo Nazzari et Yvonne Sanson. Ayant entre-temps obtenu un diplôme de comptable, il décide de quitter les scènes lorsque, en grandissant, les opportunités de travail se font plus rares.

## Filmographie

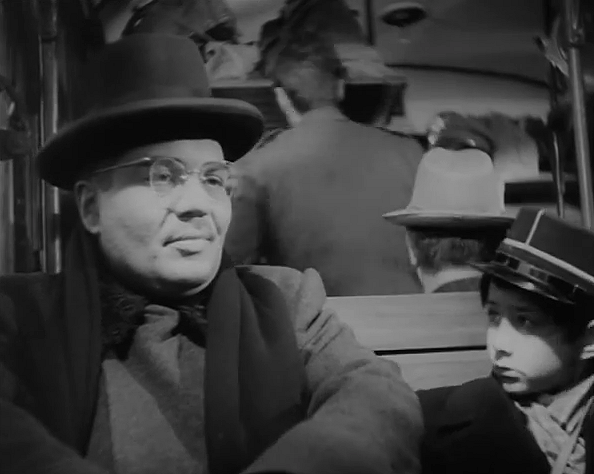
Avec Folco Lulli dans Fuite en France, Ses débutes cinématographiques.

- 1948 : Fuite en France, de Mario Soldati
- 1948 : Guillaume Tell de Giorgio Pàstina
- 1951 : I figli di nessuno de Raffaello Matarazzo
- 1952 : Menzogna de Ubaldo Maria Del Colle
- 1952 : Qui est sans péché ? (Chi è senza peccato...) de Raffaello Matarazzo
- 1952 : Redenzione, regia di Piero Caserini
- 1953 : Fille dangereuse (Bufere) de  Guido Brignone
- 1952 : Legione straniera de Basilio Franchina
- 1955 : La donna del fiume de Mario Soldati
- 1955 : L'angelo bianco de Raffaello Matarazzo
- 1956 : Destinazione Piovarolo de Domenico Paolella
- 1956 : Guerre et Paix de King Vidor
- 1957 : I colpevoli de Turi Vasile
- 1957 : Il diavolo nero de Sergio Grieco
- 1957 :  Solo Dio mi fermerà de Renato Polselli
- 1957 : The Dragon's Blood (Sigfrido) de Giacomo Gentilomo
- 1959 : Le Miroir aux alouettes (Costa Azzurra) de Vittorio Sala
- 1959 : Débrouillez-vous ! (Arrangiatevi) de Mauro Bolognini
- 1960 : L'assedio di Siracusa  de Pietro Francisci - non crédité
- 1960 : Le Masque du démon (La maschera del demonio) de Mario Bava